# 迦玛列

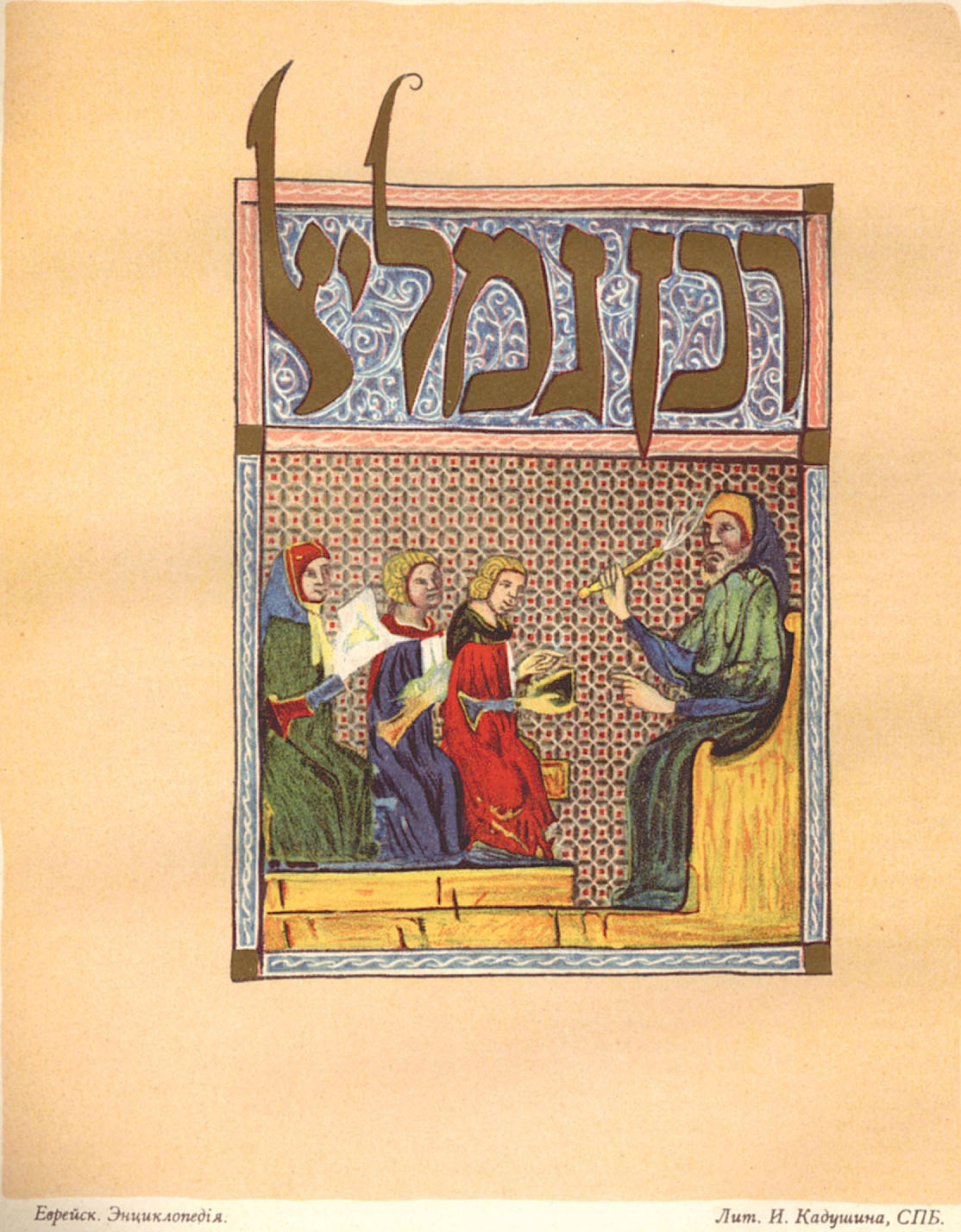
Gamaliel

迦玛列（Gamaliel）是犹太教师希勒尔长老的孙子。他是第一世纪中叶犹太公会中最主要的权威人士。他在耶路撒冷被毁之前9年，也就是63年去世。

## 拉比
在犹太法典（塔木德）中，迦玛列拥有拉班的头衔。这是一个赋予犹太公会领袖的称号，他是来自希勒尔学派的七个被赋予这个头衔的第一位拉比。在密释纳中，他被引用成关于影响到社区福利和规范婚姻权利的某些法规的作者。在他的裁定中，迦玛列认为：为了再婚，一个提供丈夫死亡证据的证人就足够了(Yevamot 16:7).
在传统中也保存了他写给加利利居民，南部犹太地（Darom）和流散地的犹太人关于加入犹太历法闰月的章节(Sarihedrin II b and elsewhere)。在另外的故事里，他被描述成 Agrippa I王和他的妻子 Cypris (Pesahirri 88 ii)的宗教指导. 在他的教导里，除了那些保存在阿伯特（Aboth i. 16）里的关于享于学习的责任和认真遵守宗教法规描述, 只有一个关于不同学生特点的刻画保存下来了。 他把不同的学生比喻成不同的鱼： (Aboth di R. Nathan, cb. xl.).
一条宗教仪式不洁净的鱼：记住所有的所学，但是没有理解，是贫穷父母的孩子。
一条宗教仪式洁净的鱼：记住的所学的东西，并理解，是富有父母的孩子。
一条来自约旦河的鱼：学了所有的东西，但不会随机应变。
一条来自地中海的鱼：学了所有的东西，知道如何随机应变。

迦玛列被尊为犹太教历史上最伟大的教师之一。《密西拿》Sorah ix.15 谈到他的品质： "自从迦玛列去世，这里不再有对律法的敬畏，纯洁和节制也同时死亡了。" 在相信律法是完全出于上帝的灵恩神授的同时,他裁定安息日的法律应该少一些严格性，多一些实际性。（ While believing the law to be wholly inspired by God, he ruled that the sabbath laws should be less rigorous and more realistic.英文出处?? 
）他又声称律法应该保护离婚的妇女，并督促犹太人善待外邦人。

## 在使徒行传中
在《使徒行传》中，迦玛列被描述成一个法利赛人和摩西律法的著名学者。迦玛列在使徒行传5章34节出现，劝告他在犹太公会里的同事，不要将传扬福音的彼得和十二使徒处死。他的劝告被听取了，证明他在同时代人中极有权威。 他也是许多法律条例的制定者，有一个儿子名叫Simeon，还有一个女儿，嫁给了祭司Simon ben Nathanael(22:3)。他还是保罗的老师。在使徒行传22章3节，保罗对耶路撒冷的群众说：“我是犹太人，生在基利家的大数，在这城里长大，在迦玛列脚前，按着我们祖宗严谨的律法受教，我为神热心，像你们众人今日一样。
但我们不知道，保罗所受的训练对他后来成为外邦人的使徒有何影响。Shabbath 30b 提及迦玛列的一名学生表现出“学问上的轻率”，一些学者确定这可能就是指保罗。其他学者，如Helmut Koester
，则怀疑保罗曾受教于这位著名的拉比。

## 作为基督教圣徒
由于迦玛列对早期基督徒的同情态度，早期基督教会的传统认为他接受了基督教信仰，而且仍是犹太公会的成员，以秘密地帮助他的基督徒同伴。依据Photius，他和儿子，以及尼哥底母一起，由彼得和约翰施浸。他的尸体被保存在意大利的比萨。当时的犹太人记录，他继续留在犹太公会中，证明他皈依基督教的假设非常靠不住。